# Стевен Блайссе
Стевен Блайссе (нід. Steven Blaisse, 7 травня 1940 — 20 квітня 2001) — нідерландський академічний веслувальник.
Срібний призер Олімпійських Ігор 1964 року в складі розпашної двійки без стернового, учасник 1960 року.
Чемпіон Європи 1964 року в складі розпашної двійки без стернового, бронзовий призер 1961 року в складі розпашної двійки без стернового.